# Maid café

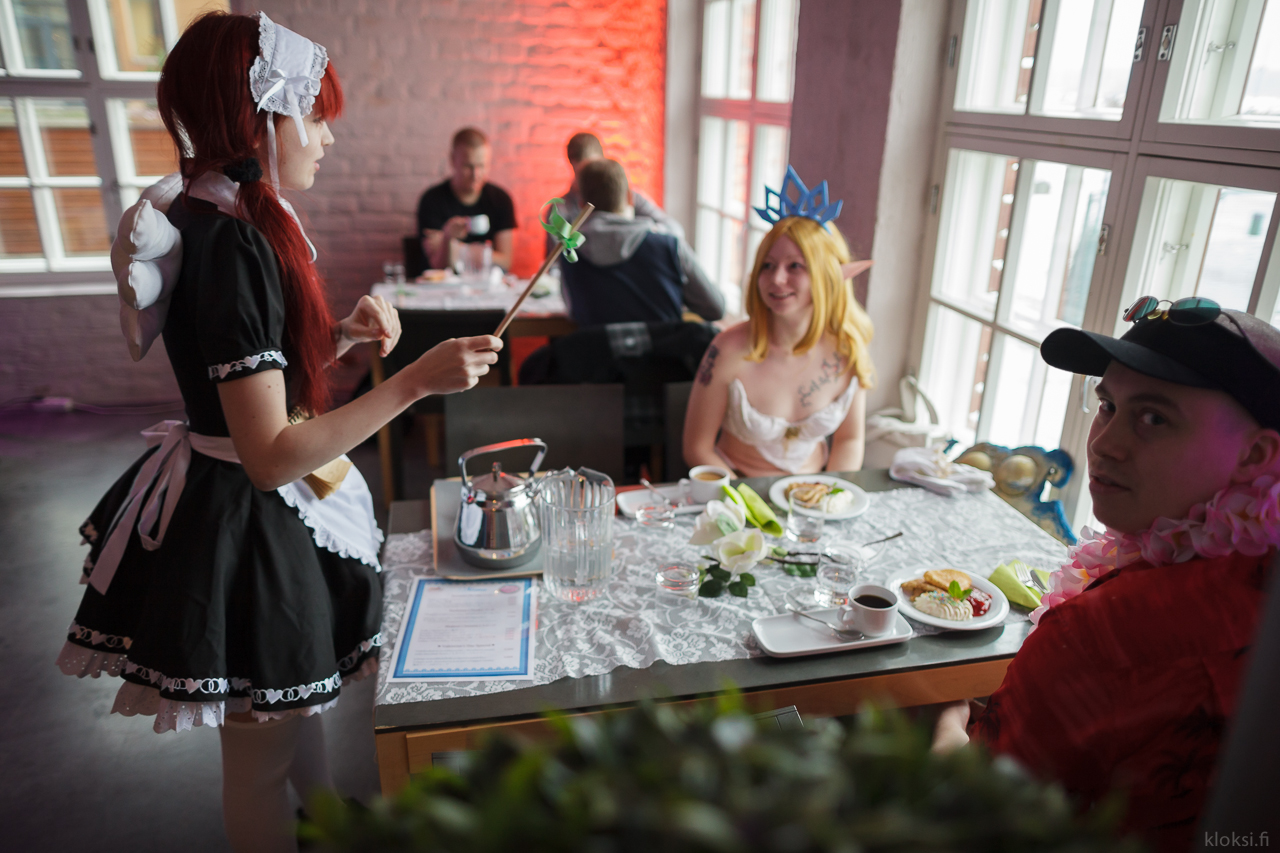
Maid atendendo na Desucon

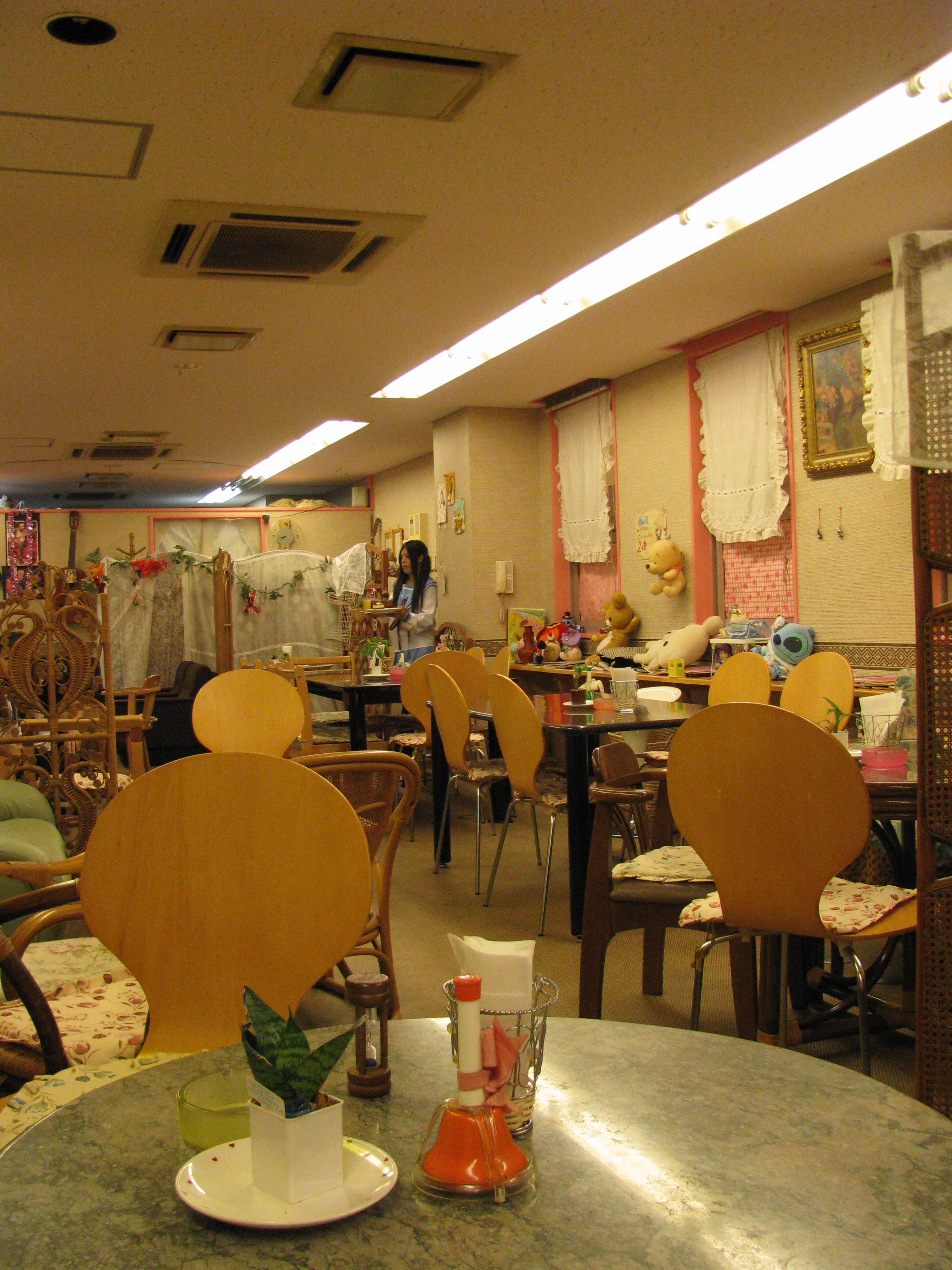
Interior de um Maid Café em Osaka, Japão

Maid Café (メイド喫茶 / メイドカフェ, Meido kissa / Meido kafe) é uma subcategoria dos cafés cosplay, e surgiu no Japão em 2001, quando estavam em alta os animes/mangás de famílias milionárias com vários empregados vestidos com roupas vitorianas. Nestes estabelecimentos, as funcionárias vestem-se com uniformes de empregada e tratam seus clientes como "mestres" de uma mansão.

## História
O primeiro Maid Café do mundo, Cure Maid Café, se estabeleceu em Akihabara, um distrito do bairro de Chiyoda, Tóquio, Japão. Desde então, diversos estabelecimentos como este foram inaugurados no Japão, muitos se mantendo até hoje, principalmente na região de Akihabara. Aos poucos, surgiram Maid Cafés no exterior, em países como a China, a Coreia do Sul, Taiwan, Tailândia, Austrália, Hungria, República Checa, França, Países Baixos, México, Canadá e Estados Unidos.
No mundo afora, existem vários Maid Cafés físicos e Maid Café não-físicos. No Japão já existem muitos físicos, nos Estados Unidos também. No Brasil, atualmente existem dois estabelecimentos do tipo físico na cidade de São Paulo, ambos localizados no bairro da Liberdade, na zona central da capital paulista, além de diversos não-físicos, que vão em eventos e convenções de fãs de anime e cultura japonesa.